# Marie Dorin-Habert
Pour les articles homonymes, voir Dorin.
Marie Dorin-Habert, née le 19 juin 1986 à Lyon, est une biathlète française dont la carrière internationale s'étend de 2003 à 2018.
Elle est championne olympique du relais mixte et médaillée de bronze du relais féminin à Pyeongchang en 2018, vice-championne olympique avec le relais féminin et médaillée de bronze du sprint à Vancouver en 2010, et également quintuple championne du monde, grâce à ses titres lors du sprint et de la poursuite en 2015, ainsi que lors du relais mixte, de l'épreuve de l'Individuel et de la mass start en 2016. Elle détient également à son palmarès seize autres médailles aux championnats du monde (dont dix en relais) et un total de sept victoires en Coupe du monde.
Marie Dorin-Habert réalise un exploit lors des Championnats du monde d'Oslo en mars 2016 dans le stade d'Holmenkollen : outre ses trois titres, elle s'adjuge les médailles d'argent du sprint puis du relais dames avec l'équipe de France, ainsi que le bronze de la poursuite, assurant ainsi sa présence sur les podiums des six courses au programme.
Avec deux nouvelles médailles olympiques à Pyeongchang en 2018, l'or du relais mixte avec Anaïs Bescond, Simon Desthieux et Martin Fourcade, et le bronze du relais féminin, avec Anaïs Bescond, Anaïs Chevalier et Justine Braisaz, elle devient la biathlète française la plus décorée avec un total de quatre podiums. Elle met fin de sa carrière sportive au terme de la saison 2017-2018, sur une dernière victoire en relais féminin à Holmenkollen.

## Vie personnelle
En juin 2011, elle épouse Loïs Habert, également membre de l'équipe de France de biathlon. Ils sont parents de deux filles : Adèle née à la fin de l'année 2014 et Evie née le 15 janvier 2019.
Elle étudie la biologie de 2010 à 2014  à l'université Grenoble-Alpes. Elle suit le master 2 « Biodiversité, écologie, environnement », et bénéficie d'un aménagement pédagogique réservé aux sportifs de haut niveau,.
Après sa carrière sportive, elle devient consultante pour L'Équipe 21 et commente la plupart des épreuves de biathlon.
En 2022, elle est nommée par France Télévisions afin de commenter le biathlon aux jeux olympiques de Pékin en compagnie d'Alexandre Boyon.

## Parcours sportif

### Débuts
Après avoir découvert la pratique du ski de fond au club du CO 7 Laux, Marie a commencé le biathlon en 2000 lors de son entrée au comité du Dauphiné. Elle intègre la section sport-études de Villard-de-Lans puis fait ses débuts en Coupe d'Europe en 2003 à l'occasion d'un sprint à Ridnaun-Val Ridanna. En 2004 et 2005, elle est sacrée championne du monde de relais chez les jeunes.
Le 28 mars 2009, une semaine après avoir figuré pour la première fois dans un top 10 en terminant dixième, la Française monte sur son premier podium en Coupe du monde à l'occasion d'une poursuite organisée à Khanty-Mansiïsk en Russie. Neuvième du sprint disputé la veille, ce qui constitue déjà son meilleur résultat individuel, Marie Dorin améliore son résultat lors de la poursuite en échouant une seule fois sur le pas de tir. Elle n'est finalement devancée que par l'Allemande Magdalena Neuner et l'Italienne Michela Ponza.

### Médaillée olympique
Le 13 février 2010, elle remporte la médaille de bronze à l'épreuve de sprint du biathlon (7,5 km) lors des Jeux olympiques d'hiver de 2010 de Vancouver, créant ainsi la surprise et apportant la première médaille de ces Jeux à la délégation française avec un 10/10 au tir.
Elle se pare également d'argent lors de ces mêmes Jeux avec le relais français : après avoir pris le troisième relais en première position, succédant à Sylvie Becaert puis Marie-Laure Brunet, elle connait un premier tir couché compliqué, trois pioches et deux tours de pénalités, puis doit réaliser une nouvelle pioche sur le tir debout. Toutefois, son parcours en ski de fond, le meilleur temps des biathlètes du troisième relais, lui permet de placer Sandrine Bailly en troisième position, à 1 min 5 s de la tête occupée par les Russes, et environ vingt secondes des Allemandes. Sandrine Bailly, malgré une pioche contre, et aucune à l'Allemande Andrea Henkel, parvient à rejoindre celle-ci et la dépasser pour remporter la deuxième place

### Le dur temps de la confirmation
Lors de la saison 2010-2011, ses résultats de début de saison ne confirment pas les espoirs entraperçus aux Jeux de 2010. Elle est régulièrement dominée par sa compatriote Marie-Laure Brunet. Mais lors des épreuves américaines de février à Fort Kent et Presque Isle, elle retrouve son adresse au tir et le chemin du podium terminant deuxième de la poursuite de Presque Isle le 6 février 2011 puis troisième, toujours en poursuite, à Fort Kent le 12 février 2011.
En mars 2011, elle commence les Championnats du monde 2011 à Khanty-Mansiïsk par une troisième place lors du relais mixte le 3 mars. Prenant le relais de Marie-Laure Brunet, en douzième position, elle concède trois pioches sur le tir debout et occupe la septième place lorsque Alexis Bœuf lui succède. La performance de celui-ci et de Martin Fourcade permet au relais bleu d'accrocher le podium. Sur les épreuves individuelles, elle termine huitième du sprint, puis quinzième de la poursuite et sixième de l'individuel. Lors de la mass start, elle se présente en tête sur le pas de tir lors du dernier tir debout mais elle commet une faute et laisse ses adversaires partir pour la lutte pour les médailles. Elle termine une nouvelle fois dans les dix premières, en huitième position. Le dernier jour, lors du relais féminin, elle prend le dernier relais en troisième position devant l'Allemande Magdalena Neuner. Celle-ci la reprend rapidement sur la piste mais Marie Dorin parvient à rester à ses côtés pratiquement jusqu'à son deuxième tir. Lors de celui-ci, elle réalise un sans faute qui lui permet de repartir en troisième position, la dernière relayeuse biélorusse connaissant des problèmes au tir. Elle remporte ainsi la quatrième médaille française de ces championnats, derrière l'Allemagne. Cette médaille se transforme en septembre 2011 en argent après le déclassement des Ukrainiennes en raison du contrôle positif à l'éphédrine d'Oksana Khvostenko. Avec 726 points, elle termine pour la première fois de sa carrière parmi les dix meilleures biathlètes de la saison, avec une septième place. Elle est par ailleurs dixième de l'individuel et du sprint, septième de la poursuite et neuvième du départ groupé.
La saison 2011-2012 marque une stagnation dans les résultats de Marie Dorin : elle termine à neuf reprises dans le Top 10 avant les Championnats du monde 2012 à Ruhpolding, son meilleur résultat étant une quatrième place lors du sprint à Oslo Holmenkollen. Lors des mondiaux, elle termine neuvième du sprint puis de la poursuite, puis échoue à la quatrième place lors de l'individuel, à trois secondes de la médaille de bronze. Le 10 mars, elle remporte la médaille d'argent lors du relais féminin, en compagnie de Marie-Laure Brunet, Sophie Boilley et Anaïs Bescond. Elle termine finalement à la neuvième place au classement général de la Coupe du monde, avec un total de 749 points. Elle termine également dans les dix premières de trois spécialités : l'individuel, la poursuite et le départ groupé.

### Meilleurs résultats en Coupe du monde

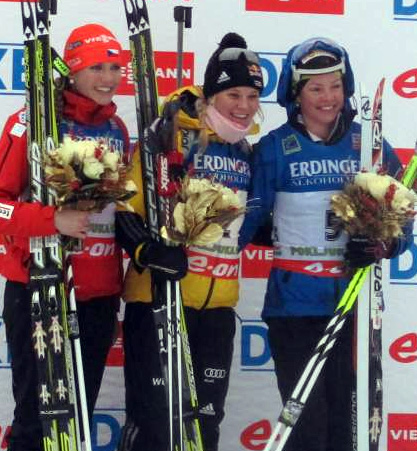
Marie Dorin sur le podium à Pokljuka.

Après une saison 2011-2012 sans aucune place sur le podium, elle met un terme à cette période sans résultats probants au début de la saison 2012-2013. Le 15 décembre 2012 elle remporte la troisième place de la poursuite de Pokljuka en Slovénie après une cinquième place la veille en sprint, retrouvant ainsi une place sur un podium de Coupe du monde de biathlon.
Elle annonce être déçue par ses performances lors des Championnats du monde 2013 à Nové Město, où elle termine dix-huitième en sprint, seizième en poursuite, neuvième sur l'individuel et le départ groupé. Dans le relais, les Françaises terminent sixième d'une course où elles connaissent beaucoup d'échecs aux tirs, treize pioches, Marie Dorin connaissant trois échecs sur le tir debout alors qu'une médaille était encore envisageable avant celui-ci. Toutefois, elle obtient une nouvelle médaille avec la médaille d'argent obtenue lors de la première épreuve de ces mondiaux, le relais mixte, où elle concourt avec Marie-Laure Brunet, Alexis Bœuf et Martin Fourcade. Partie en septième position et à quarante-trois secondes de la Norvégienne Synnøve Solemdal, elle transmet le relais à Alexis Bœuf avec un retard de 28 secondes sur la tête. Martin Fourcade termine finalement deuxième derrière la Norvège dont le dernier relayeur est Emil Hegle Svendsen.
Après ces mondiaux, le 2 mars 2013, elle obtient son second podium de la saison en terminant deuxième de la poursuite d'Oslo derrière l'intouchable Tora Berger. Après une nouvelle quatrième place lors de l'épreuve de sprint de Sotchi, elle termine sa saison de coupe du monde lors de l'étape de Khanty-Mansiysk par une dix-huitième place lors du sprint, puis une quatrième lors de la poursuite, avec le meilleur temps de ski, et enfin par une deuxième place lors de la mass-start derrière Gabriela Soukalová. Ces bons résultats en fin de saison lui permettent de terminer quatrième au classement général de la coupe du monde, avec dix-sept points de retard sur l'Allemande Andrea Henkel, troisième. Elle termine par ailleurs sur le podium pour le classement de la poursuite, derrière Tora Berger et Andrea Henkel, quatrième du sprint et de la mass-start, et onzième de l'individuel. Avec ces performances, elle réalise la meilleure saison de sa carrière.
Au cours de la première étape de la Coupe du monde 2013-2014 disputée à Östersund, Dorin-Habert se blesse en dehors de la compétition, se donnant une entorse de la cheville gauche couplée à une rupture ligamentaire tibiofibulaire. Elle ne peut donc pas participer à l'étape française de la coupe du monde et n'est pas certaine d'être apte à participer aux Jeux olympiques de Sotchi. Elle fait son retour sur le circuit de la Coupe du monde lors de l'étape d'Antholz-Anterselva où elle est alignée sur le relais féminin, course finalement interrompue en raison des conditions climatiques.
Pour sa première épreuve des Jeux olympiques de Sotchi, le sprint, elle termine à la vingtième place en réalisant un sans faute sur le pas de tir. Elle ponctue sa saison par une troisième place lors de la mass-start de l'étape d'Oslo, à l'issue de laquelle elle annonce sa grossesse.
En décembre 2014, plusieurs semaines après la naissance de sa fille, elle annonce son retour à la compétition pour les épreuves d'Oberhof, se déroulant début janvier. Le 7 mars, deux mois après son retour à la compétition, Marie Dorin-Habert remporte l'épreuve du sprint 7,5 kilomètres aux Championnats du monde de  Kontiolahti en Finlande, avec une seule faute au tir. Elle s'adjuge le lendemain le titre de la poursuite 10 kilomètres, devant l'Allemande Laura Dahlmeier et la Polonaise Weronika Nowakowska, et ce malgré trois fautes au tir. Elle complète sa moisson de médailles lors de ces championnats du monde par deux médailles d'argent sur les deux épreuves de relais (féminin et mixte).

### Un exploit exceptionnel aux Championnats du monde 2016
En septembre 2015, après sa victoire au sprint du Championnat de France de biathlon en skis-roues, son entraîneur Julien Robert estime qu'elle peut figurer parmi les trois premières de la Coupe du monde 2015-2016. Durant cette coupe du monde (hors championnats du monde), elle termine six fois sur le podium, et remporte notamment le sprint de Pokljuka.
Lors des championnats du monde se déroulant à Oslo, elle commence la compétition par un titre mondial avec le relais mixte, qui est composé d'elle-même, d'Anaïs Bescond, de Quentin Fillon Maillet et de Martin Fourcade. Quelques jours plus tard, elle participe au sprint où elle termine sur la deuxième marche du podium derrière la Norvégienne Tiril Eckhoff, puis le lendemain, lors de la poursuite, elle décroche la médaille de bronze. Le 9 mars, elle devient championne du monde de l'épreuve de l'individuel, en devançant sa compatriote et amie Anaïs Bescond ,, et remporte ainsi sa quatrième médaille lors de ces championnats du monde. Lors de l'épreuve du relais féminin avec Justine Braisaz, Anaïs Bescond et Anaïs Chevalier, elle est la dernière relayeuse qui s'en va décrocher la médaille d'argent derrière les Norvégiennes.
Pour la dernière épreuve de ces championnats, la mass start, elle remporte un cinquième titre mondial avec un 20 sur 20 au tir, et termine la compétition avec un palmarès de six médailles en autant d'épreuves (trois en or, deux en argent, une en bronze), total que seule la Norvégienne Tora Berger est parvenue à réaliser à Nové Město na Moravě en 2013. À la suite de ses excellentes performances aux mondiaux, elle n'a plus que 69 points de retard sur Gabriela Soukalová pour la course au grand globe de cristal, alors qu'elle en avait 135 avant le début de ces championnats du monde. Ainsi, sachant que les points des deux moins bonnes performances de l'année sont retirées à l'issue de la saison pour chaque biathlètes, tout est relancé avant la dernière tournée à Khanty-Mansiïsk en Russie. Cependant, lors du sprint, ses espoirs de conquérir le gros globe s'envolent, puisqu'elle finit dixième tandis que dans le même temps la Tchèque s'empare de la deuxième place.

### Saison 2016-2017

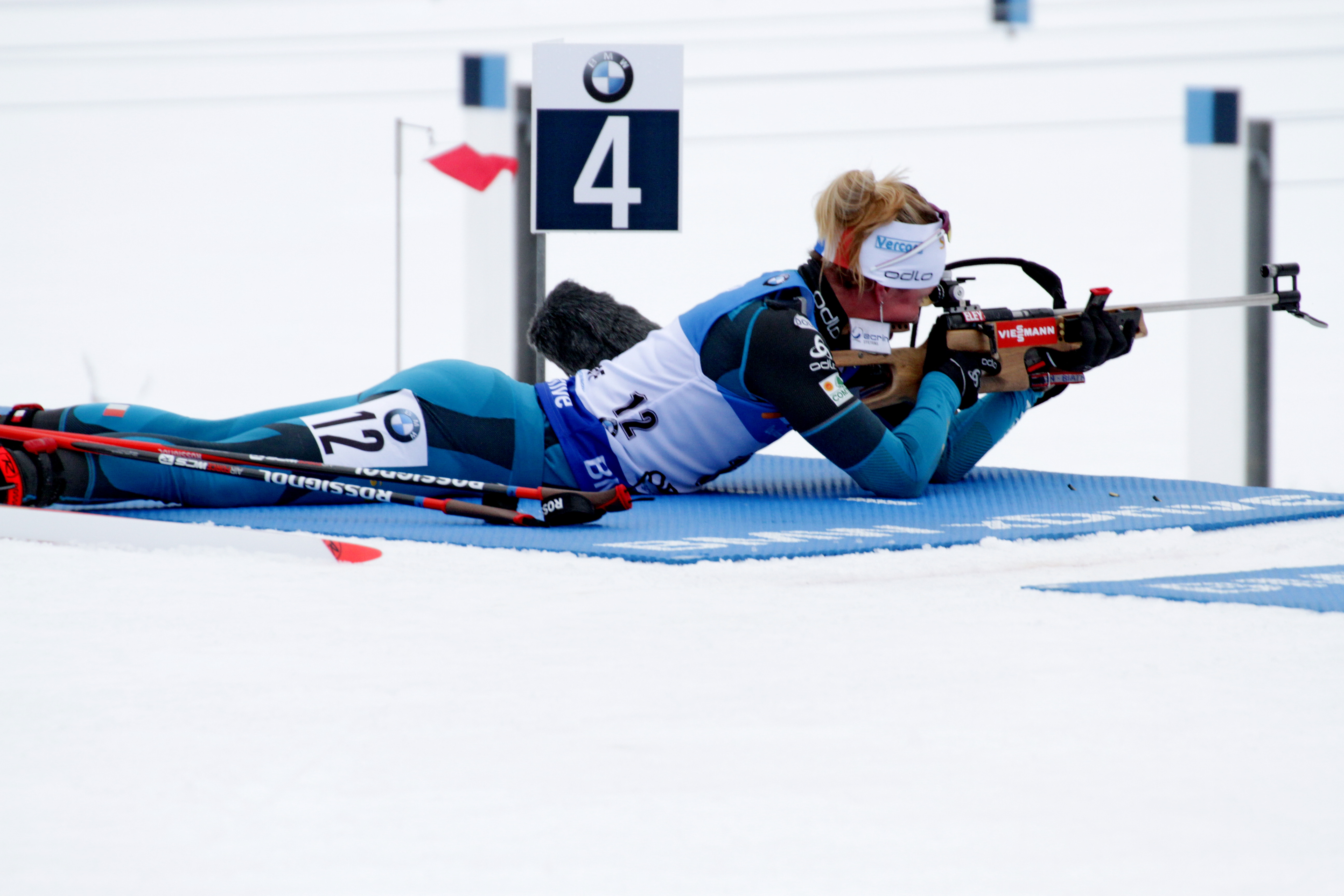
Marie Dorin-Habert au tir à Oberhof en janvier 2018

Elle commence la saison 2016-2017 en Suède, à Östersund, où elle signe d'entrée une victoire associée à Martin Fourcade sur le relais simple. Pour la première épreuve solo de sa saison, l'individuel de 15 km, elle termine à une décevante 19e place, elle qui est pourtant très attendue pour ce début de saison. Toutefois, elle s'est superbement reprise trois jours plus tard sur le sprint, en signant sa sixième victoire de sa carrière, devant Kaisa Mäkäräinen et la gagnante du gros globe de l'année précédente, Gabriela Soukalová. Toutefois, malgré son départ en première position, elle rate sa poursuite en finissant 7e, notamment à cause de nombreuses erreurs au tir (six pénalités).
Pour la deuxième étape de cette coupe du monde se déroulant à Pokljuka en Slovénie, elle débute par une contre-performance lors du sprint (17e). Mais grâce à un 19/20 au tir, elle remonte lors de la poursuite pour échouer au pied du podium. Après l'étape de Nové Město qui clôture l'année 2016 et où elle n'obtient pas de résultats notables, Marie Dorin-Habert prend début janvier la troisième place du sprint d'Oberhof avant, 24 heures plus tard, de remporter la poursuite dans le froid et le vent, en prenant le meilleur sur Gabriela Soukalová au dernier tir debout (une erreur contre deux) pour s'imposer avec plus de 38 secondes d'avance sur la biathlète tchèque, sa deuxième victoire cette saison et la septième de sa carrière.

### Saison 2017-2018

#### Jeux olympiques d'hiver 2018
Le 20 février 2018, alors qu'elle ne devait pas  participer, elle devient championne olympique de relais mixte en compagnie de Martin Fourcade, Anaïs Bescond et Simon Desthieux. Première relayeuse, elle réussit un 10/10 au tir et lance idéalement le relais français en terminant troisième. Deux jours plus tard, elle remporte la médaille de bronze du relais féminin avec Anaïs Chevalier, Justine Braisaz et Anaïs Bescond. Individuellement, elle est quatrième du sprint notamment.

#### Coupe du monde
Marie Dorin annonce la fin de sa carrière sportive à l'issue de la saison 2017-2018. Associée à Anaïs Chevalier, Celia Aymonier et Anaïs Bescond, elle remporte son dernier relais féminin à Oslo.

## Palmarès

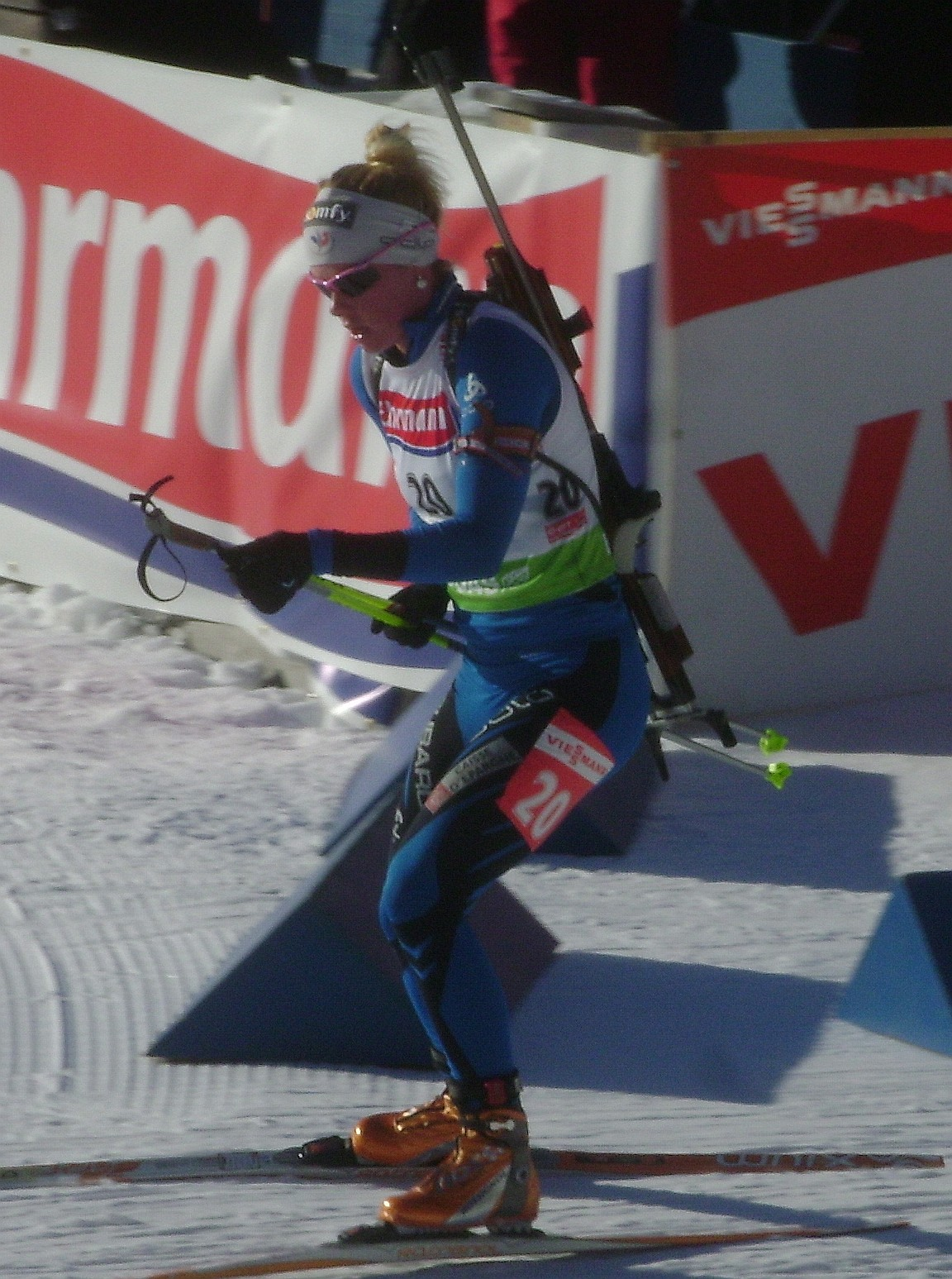
Marie Dorin en 2010.

### Jeux olympiques d'hiver
| Épreuve / Édition   | Individuel | Sprint                              | Poursuite | Départ en masse | Relais                              | Relais mixte                     |
| JO 2010 Vancouver   | 51e        | Médaille de bronze, Jeux olympiques | 17e       | 16e             | Médaille d'argent, Jeux olympiques  | Épreuve inexistante à cette date |
| JO 2014 Sotchi      | 39e        | 20e                                 | 14e       | —               | Abandon                             | 6e                               |
| JO 2018 Pyeongchang | —          | 4e                                  | 27e       | 9e              | Médaille de bronze, Jeux olympiques | Médaille d'or, Jeux olympiques   |

Légende :
- : première place, médaille d'or
- : deuxième place, médaille d'argent
- : troisième place, médaille de bronze
- : pas d'épreuve
- - : Non disputée par Dorin-Habert

### Championnats du monde
| Mondiaux \ Épreuve   | Individuel           | Sprint                   | Poursuite                 | Départ en masse      | Relais                    | Relais mixte              |
| 2009 Pyeongchang     | 33e                  | 42e                      | 18e                       | -                    | Médaille de bronze, monde | -                         |
| 2011 Khanty-Mansiïsk | 6e                   | 8e                       | 15e                       | 8e                   | Médaille d'argent, monde  | Médaille de bronze, monde |
| 2012 Ruhpolding      | 4e                   | 9e                       | 9e                        | 6e                   | Médaille d'argent, monde  | 11e                       |
| 2013 Nové Město      | 9e                   | 18e                      | 16e                       | 9e                   | 6e                        | Médaille d'argent, monde  |
| 2015 Kontiolahti     | -                    | Médaille d'or, monde     | Médaille d'or, monde      | 8e                   | Médaille d'argent, monde  | Médaille d'argent, monde  |
| 2016 Holmenkollen    | Médaille d'or, monde | Médaille d'argent, monde | Médaille de bronze, monde | Médaille d'or, monde | Médaille d'argent, monde  | Médaille d'or, monde      |
| 2017 Hochfilzen      | 40e                  | 7e                       | 6e                        | 7e                   | Médaille de bronze, monde | Médaille d'argent, monde  |

Légende :
- : première place, médaille d'or
- : deuxième place, médaille d'argent
- : troisième place, médaille de bronze
- : pas d'épreuve
- - : Non disputée par Dorin-Habert

### Coupe du monde
- Meilleur classement général : 2e en 2016.
- 64 podiums[37] :
  - 28 podiums individuels : 7 victoires, 10 deuxièmes places et 11 troisièmes places.
  - 25 podiums en relais : 3 victoires, 12 deuxièmes places et 10 troisièmes places.
  - 9 podiums en relais mixte : 3 victoires, 3 deuxièmes places et 3 troisièmes places.
  - 2 podiums en relais mixte simple : 2 victoires.

#### Victoires
| Saison / Épreuve | Individuel                 | Sprint                    | Poursuite                 | Mass start                 | Total |
| 2014-2015        |                            | Kontiolahti (Ch du monde) | Kontiolahti (Ch du monde) |                            | 2     |
| 2015-2016        | Holmenkollen (Ch du monde) | Pokljuka                  |                           | Holmenkollen (Ch du monde) | 3     |
| 2016-2017        |                            | Östersund                 | Oberhof                   |                            | 2     |
| Total            | 1                          | 3                         | 2                         | 1                          | 7     |

#### Classements en Coupe du monde
| Saison    | Individuel | Individuel | Individuel | Sprint  | Sprint | Sprint   | Poursuite | Poursuite | Poursuite | Mass start | Mass start | Mass start | Général | Général | Général  |
| Saison    | Courses    | Points     | Position   | Courses | Points | Position | Courses   | Points    | Position  | Courses    | Points     | Position   | Courses | Points  | Position |
| --------- | ---------- | ---------- | ---------- | ------- | ------ | -------- | --------- | --------- | --------- | ---------- | ---------- | ---------- | ------- | ------- | -------- |
| 2007-2008 | 2/3        | -          | nc         | 6/10    | -      | nc       | 1/8       | -         | nc        | 0/5        |            |            | 9/26    | -       | nc       |
| 2008-2009 | 4/4        | 22         | 53e        | 10/10   | 103    | 31e      | 7/7       | 136       | 17e       | 3/5        | 51         | 30e        | 24/26   | 314     | 28e      |
| 2009-2010 | 4/4        | 43         | 35e        | 10/10   | 219    | 14e      | 6/6       | 111       | 19e       | 5/5        | 98         | 19e        | 25/25   | 492     | 17e      |
| 2010-2011 | 4/4        | 110        | 10e        | 10/10   | 265    | 10e      | 7/7       | 211       | 7e        | 5/5        | 140        | 9e         | 26/26   | 726     | 7e       |
| 2011-2012 | 3/3        | 107        | 7e         | 10/10   | 234    | 13e      | 8/8       | 246       | 9e        | 5/5        | 172        | 8e         | 26/26   | 749     | 9e       |
| 2012-2013 | 3/3        | 84         | 11e        | 10/10   | 325    | 4e       | 8/8       | 277       | 3e        | 5/5        | 175        | 4e         | 26/26   | 843     | 4e       |
| 2013-2014 | 0/2        |            |            | 3/9     | 75     | 44e      | 3/8       | 93        | 32e       | 1/3        | 48         | 24e        | 7/22    | 216     | 35e      |
| 2014-2015 | 1/3        | 26         | 39e        | 7/10    | 233    | 11e      | 4/7       | 155       | 13e       | 3/5        | 112        | 16e        | 15/25   | 526     | 15e      |
| 2015-2016 | 3/3        | 152        | 2e         | 9/9     | 336    | 2e       | 8/8       | 331       | 3e        | 5/5        | 236        | 2e         | 25/25   | 1028    | 2e       |
| 2016-2017 | 3/3        | 66         | 13e        | 9/9     | 297    | 4e       | 8/9       | 346       | 4e        | 5/5        | 147        | 6e         | 25/26   | 856     | 4e       |
| 2017-2018 | 1/2        | -          | nc         | 7/8     | 118    | 19e      | 5/7       | 129       | 15e       | 2/5        | 41         | 30e        | 15/22   | 285     | 26e      |

- Courses : nombre d'épreuves disputées/nombre total d'épreuves ; Points : nombre de points en Coupe du monde ; Position : classement en Coupe du monde[38].
- Les épreuves des Jeux olympiques et des championnats de monde sont comptabilisées par l'Union internationale de biathlon (International Biathlon Union ou IBU) comme des épreuves de coupe du monde. Les épreuves des Jeux olympiques n'accordent en revanche plus de points pour la Coupe du monde à partir de 2014.

#### Résultats détaillés en Coupe du monde
| Résultats détaillés en Coupe du monde | Résultats détaillés en Coupe du monde | Résultats détaillés en Coupe du monde | Résultats détaillés en Coupe du monde | Résultats détaillés en Coupe du monde | Résultats détaillés en Coupe du monde | Résultats détaillés en Coupe du monde | Résultats détaillés en Coupe du monde | Résultats détaillés en Coupe du monde | Résultats détaillés en Coupe du monde | Résultats détaillés en Coupe du monde | Résultats détaillés en Coupe du monde | Résultats détaillés en Coupe du monde | Résultats détaillés en Coupe du monde | Résultats détaillés en Coupe du monde | Résultats détaillés en Coupe du monde | Résultats détaillés en Coupe du monde | Résultats détaillés en Coupe du monde | Résultats détaillés en Coupe du monde | Résultats détaillés en Coupe du monde | Résultats détaillés en Coupe du monde | Résultats détaillés en Coupe du monde | Résultats détaillés en Coupe du monde | Résultats détaillés en Coupe du monde | Résultats détaillés en Coupe du monde | Résultats détaillés en Coupe du monde | Résultats détaillés en Coupe du monde | Résultats détaillés en Coupe du monde | Résultats détaillés en Coupe du monde | Résultats détaillés en Coupe du monde | Résultats détaillés en Coupe du monde |
| Saison                                | 1                                     | 2                                     | 3                                     | 4                                     | 5                                     | 6                                     | 7                                     | 8                                     | 9                                     | 10                                    | 11                                    | 12                                    | 13                                    | 14                                    | 15                                    | 16                                    | 17                                    | 18                                    | 19                                    | 20                                    | 21                                    | 22                                    | 23                                    | 24                                    | 25                                    | 26                                    | 27                                    | Courses                               | Points                                | Classement                            |
| ------------------------------------- | ------------------------------------- | ------------------------------------- | ------------------------------------- | ------------------------------------- | ------------------------------------- | ------------------------------------- | ------------------------------------- | ------------------------------------- | ------------------------------------- | ------------------------------------- | ------------------------------------- | ------------------------------------- | ------------------------------------- | ------------------------------------- | ------------------------------------- | ------------------------------------- | ------------------------------------- | ------------------------------------- | ------------------------------------- | ------------------------------------- | ------------------------------------- | ------------------------------------- | ------------------------------------- | ------------------------------------- | ------------------------------------- | ------------------------------------- | ------------------------------------- | ------------------------------------- | ------------------------------------- | ------------------------------------- |
| 2007-2008                             |                                       |                                       |                                       |                                       |                                       |                                       |                                       |                                       |                                       |                                       |                                       |                                       |                                       |                                       | .                                     | .                                     | .                                     | .                                     |                                       |                                       |                                       |                                       |                                       |                                       |                                       |                                       |                                       | 9 / 26                                | -                                     | n.c.                                  |
| 2007-2008                             | IN 38e                                | SP 51e                                | PU 35e                                | SP 63e                                | PU                                    | IN 74e                                | SP 76e                                | SP 69e                                | MS                                    | SP 72e                                | PU                                    | SP Ab.                                | PU                                    | MS                                    | SP                                    | PU                                    | IN                                    | MS                                    | SP                                    | PU                                    | SP                                    | PU                                    | MS                                    | SP                                    | PU                                    | MS                                    |                                       | 9 / 26                                | -                                     | n.c.                                  |
| 2008-2009                             |                                       |                                       |                                       |                                       |                                       |                                       |                                       |                                       |                                       |                                       |                                       |                                       |                                       |                                       | .                                     | .                                     | .                                     | .                                     |                                       |                                       |                                       |                                       |                                       |                                       |                                       |                                       |                                       | 23 / 26                               | 314                                   | 28e                                   |
| 2008-2009                             | IN 44e                                | SP 47e                                | PU 30e                                | SP 27e                                | PU 30e                                | IN 46e                                | SP 64e                                | SP 48e                                | MS                                    | SP 15e                                | PU 17e                                | SP 34e                                | PU 39e                                | MS                                    | SP 42e                                | PU 18e                                | IN 33e=                               | MS                                    | IN 27e                                | SP 50e                                | SP 17e                                | PU 22e                                | MS 10e                                | SP 9e                                 | PU 3e                                 | MS 21e                                |                                       | 23 / 26                               | 314                                   | 28e                                   |
| 2009-2010                             |                                       |                                       |                                       |                                       |                                       |                                       |                                       |                                       |                                       |                                       |                                       |                                       |                                       |                                       | .                                     | .                                     | .                                     | .                                     |                                       |                                       |                                       |                                       |                                       |                                       |                                       |                                       |                                       | 25 / 25                               | 496                                   | 16e                                   |
| 2009-2010                             | IN 47e                                | SP 40e                                | SP 42e                                | PU 29e                                | IN 10e                                | SP 53e                                | PU 33e                                | SP 7e                                 | MS 28e                                | SP 26e                                | MS 21e                                | IN 29e                                | SP 13e                                | PU 11e                                | SP 3e                                 | PU 16e                                | IN 50e                                | MS 15e                                | SP 18e                                | PU 17e                                | SP 11e                                | PU 19e                                | MS 16e                                | SP 6e                                 | MS 12e                                |                                       |                                       | 25 / 25                               | 496                                   | 16e                                   |
| 2010-2011                             |                                       |                                       |                                       |                                       |                                       |                                       |                                       |                                       |                                       |                                       |                                       |                                       |                                       |                                       |                                       |                                       |                                       |                                       |                                       | .                                     | .                                     | .                                     | .                                     |                                       |                                       |                                       |                                       | 26 / 26                               | 740                                   | 7e                                    |
| 2010-2011                             | IN 11e                                | SP 25e                                | PU 17e                                | SP 34e                                | PU 25e                                | IN 37e                                | SP 6e                                 | SP 20e                                | MS 13e                                | IN 5e                                 | SP 23e=                               | PU 17e                                | SP 10e                                | MS 16e                                | SP 5e                                 | PU 2e                                 | SP 6e                                 | PU 3e                                 | MS 9e                                 | SP 8e                                 | PU 15e                                | IN 6e                                 | MS 7e                                 | SP 13e                                | PU 19e                                | MS 19e                                |                                       | 26 / 26                               | 740                                   | 7e                                    |
| 2011-2012                             |                                       |                                       |                                       |                                       |                                       |                                       |                                       |                                       |                                       |                                       |                                       |                                       |                                       |                                       |                                       |                                       |                                       |                                       |                                       | .                                     | .                                     | .                                     | .                                     |                                       |                                       |                                       |                                       | 26 / 26                               | 753                                   | 9e                                    |
| 2011-2012                             | IN 11e                                | SP 10e                                | PU 18e                                | SP 12e                                | PU 7e                                 | SP 6e=                                | PU 8e                                 | SP 70e                                | MS 8e                                 | IN 8e                                 | SP 28e                                | PU 13e                                | SP 30e                                | MS 9e                                 | SP 4e                                 | PU 8e                                 | MS 7e                                 | SP 23e                                | PU 15e                                | SP 9e                                 | PU 9e                                 | IN 4e                                 | MS 6e                                 | SP 20e                                | PU 8e                                 | MS 8e                                 |                                       | 26 / 26                               | 753                                   | 9e                                    |
| 2012-2013                             |                                       |                                       |                                       |                                       |                                       |                                       |                                       |                                       |                                       |                                       |                                       |                                       |                                       |                                       | .                                     | .                                     | .                                     | .                                     |                                       |                                       |                                       |                                       |                                       |                                       |                                       |                                       |                                       | 26 / 26                               | 843                                   | 4e                                    |
| 2012-2013                             | IN 19e                                | SP 38e                                | PU 17e                                | SP 10e                                | PU 7e                                 | SP 5e                                 | PU 3e                                 | MS 9e                                 | SP 4e                                 | PU 9e                                 | SP 5e                                 | MS 12e                                | SP 7e                                 | PU 26e                                | SP 18e                                | PU 16e                                | IN 9e                                 | MS 9e                                 | SP 4e                                 | PU 2e                                 | MS 13e                                | IN 11e                                | SP 4e                                 | SP 18e                                | PU 4e                                 | MS 2e                                 |                                       | 26 / 26                               | 843                                   | 4e                                    |
| 2013-2014                             |                                       |                                       |                                       |                                       |                                       |                                       |                                       |                                       |                                       |                                       |                                       |                                       |                                       |                                       | .                                     | .                                     | .                                     | .                                     |                                       |                                       |                                       |                                       |                                       |                                       |                                       |                                       |                                       | 8 / 22                                | 216                                   | 35e                                   |
| 2013-2014                             | IN N.P.                               | SP N.P.                               | PU Ann.                               | SP                                    | PU                                    | SP                                    | PU                                    | SP                                    | PU                                    | MS                                    | IN                                    | PU                                    | SP N.P.                               | PU                                    | SP 20e                                | PU 13e                                | IN 38e                                | MS                                    | SP 18e                                | PU 16e                                | MS                                    | SP 21e                                | SP 17e                                | PU 9e                                 | SP 33e                                | PU 7e                                 | MS 3e                                 | 8 / 22                                | 216                                   | 35e                                   |
| 2014-2015                             |                                       |                                       |                                       |                                       |                                       |                                       |                                       |                                       |                                       |                                       |                                       |                                       |                                       |                                       |                                       |                                       |                                       |                                       | .                                     | .                                     | .                                     | .                                     |                                       |                                       |                                       |                                       |                                       | 15 / 25                               | 529                                   | 14e                                   |
| 2014-2015                             | IN                                    | SP                                    | PU                                    | SP                                    | PU                                    | SP                                    | PU                                    | MS                                    | SP 24e                                | MS                                    | SP 15e                                | MS 11e                                | SP 18e                                | PU 5e                                 | SP 5e                                 | PU 14e                                | IN 15e                                | SP 3e                                 | SP 1er                                | PU 1er                                | IN                                    | MS 8e                                 | SP 20e                                | PU 12e                                | MS 3e                                 |                                       |                                       | 15 / 25                               | 529                                   | 14e                                   |
| 2015-2016                             |                                       |                                       |                                       |                                       |                                       |                                       |                                       |                                       |                                       |                                       |                                       |                                       |                                       |                                       |                                       |                                       |                                       |                                       |                                       | .                                     | .                                     | .                                     | .                                     |                                       |                                       |                                       |                                       | 25 / 25                               | 1028                                  | 2e                                    |
| 2015-2016                             | IN 2e                                 | SP 6e                                 | PU 4e                                 | SP 10e                                | PU 12e                                | SP 1er                                | PU 2e                                 | MS 7e                                 | SP 12e                                | PU 5e                                 | MS 2e                                 | IN 6e                                 | MS 9e                                 | SP 6e                                 | PU 26e                                | SP 29e                                | MS 2e                                 | SP 4e                                 | PU 3e                                 | SP 2e                                 | PU 3e                                 | IN 1er                                | MS 1er                                | SP 10e                                | PU 2e                                 | MS Ann.                               |                                       | 25 / 25                               | 1028                                  | 2e                                    |
| 2016-2017                             |                                       |                                       |                                       |                                       |                                       |                                       |                                       |                                       |                                       |                                       |                                       |                                       |                                       |                                       |                                       | .                                     | .                                     | .                                     | .                                     |                                       |                                       |                                       |                                       |                                       |                                       |                                       |                                       | 25 / 26                               | 857                                   | 4e                                    |
| 2016-2017                             | IN 18e                                | SP 1er                                | PU 7e                                 | SP 17e                                | PU 4e                                 | SP 11e                                | PU 5e                                 | MS 7e                                 | SP 3e                                 | PU 1er                                | MS 14e                                | SP 4e                                 | PU 3e                                 | IN 4e                                 | MS 5e                                 | SP 7e                                 | PU 6e                                 | IN 40e                                | MS 7e                                 | SP Ab.                                | PU                                    | SP 9e                                 | PU 2e                                 | SP 17e                                | PU 14e                                | MS 27e                                |                                       | 25 / 26                               | 857                                   | 4e                                    |
| 2017-2018                             |                                       |                                       |                                       |                                       |                                       |                                       |                                       |                                       |                                       |                                       |                                       |                                       |                                       |                                       |                                       | .                                     | .                                     | .                                     | .                                     |                                       |                                       |                                       |                                       |                                       |                                       |                                       |                                       | 15 / 22                               | 288                                   | 26e                                   |
| 2017-2018                             | IN 55e                                | SP 23e                                | PU 14e                                | SP 34e                                | PU 14e                                | SP 30e                                | PU 15e                                | MS 22e                                | SP 53e                                | PU N.P.                               | IN                                    | MS                                    | SP 17e                                | PU 13e                                | MS                                    | SP 4e                                 | PU 27e                                | IN                                    | MS 9e                                 | SP 8e                                 | MS 18e                                | SP 17e                                | PU 20e                                | SP                                    | PU                                    | MS                                    |                                       | 15 / 22                               | 288                                   | 26e                                   |

### Championnats du monde junior
- Médaille d'or du relais en 2004 et 2005 (jeunes).
- Médaille de bronze de l'individuel en 2005 (jeunes).
- Médaille d'argent du relais en 2006 (junior).

### Championnats d'Europe junior
- Médaille de bronze du relais en 2006.

## Distinctions
- Chevalier de l'ordre de la Légion d'Honneur en 2018[39]
- Officier de l'Ordre National du Mérite dans la promotion du 13 juillet 2010.
- Médaille Holmenkollen en 2017

## Publications
- Marie Dorin, Tu marches, il marche, vous marchez… moi je cours, Editions Salamandre, 2019
- Marie Dorin, Un tour de roue, Editions Salamandre, 2022